# Love Never Felt So Good
„Love Never Felt So Good” este un cântec interpretat de artistul american Michael Jackson, lansat post-mortem pe 2 mai 2014. Două versiuni din 1984, compuse original de Jackson și scriitorul Paul Ankaform, au fost introduse pe albumul post-mortem Xscape. Prima versiune este un solo produs de producătorul american John McClain și producătorul german Giorgio Tuinfort. A doua versiune este un duet între artistul american Justin Timberlake, produs de Timbaland și Jerome „J-Roc” Harmon. Este prima colaborare dintre Jackson și Anka lansată după moartea lui Jackson din 2009 (prima fiind „This Is It”). Single-ul a ajuns pe locul al nouălea în SUA și pe locul al optulea în UK.